# Boříkovický potok
Boříkovický potok je malý vodní tok v Orlických horách, Kladské kotlině a okrese Ústí nad Orlicí.

## Průběh toku
Prameniště Boříkovického potoka se nachází v severním úbočí Suchého vrchu pod neznačenou lesní cestou spojující turistické rozcestí U tří pánů s tzv. Krulišovou cestou. Zdroje uvádějí dvojici pramenů v blízkosti sebe. Potok teče nejprve přibližně severovýchodním a poté severním směrem přičemž po většinu své délky tvoří osu vsi Dolní Boříkovice. Po opuštění lesa stéká pastvinami k obci, kde se k němu přimyká silnice od Červené Vody. Přitom opouští Orlické hory a vstupuje do Kladské kotliny. Ve vsi slouží k napájení malého rybníka a koupaliště. Po opuštění zástavby nabírá nakrátko severozápadní směr a po několika stovkách metrů se zleva vlévá do Tiché Orlice.

## Další fotografie

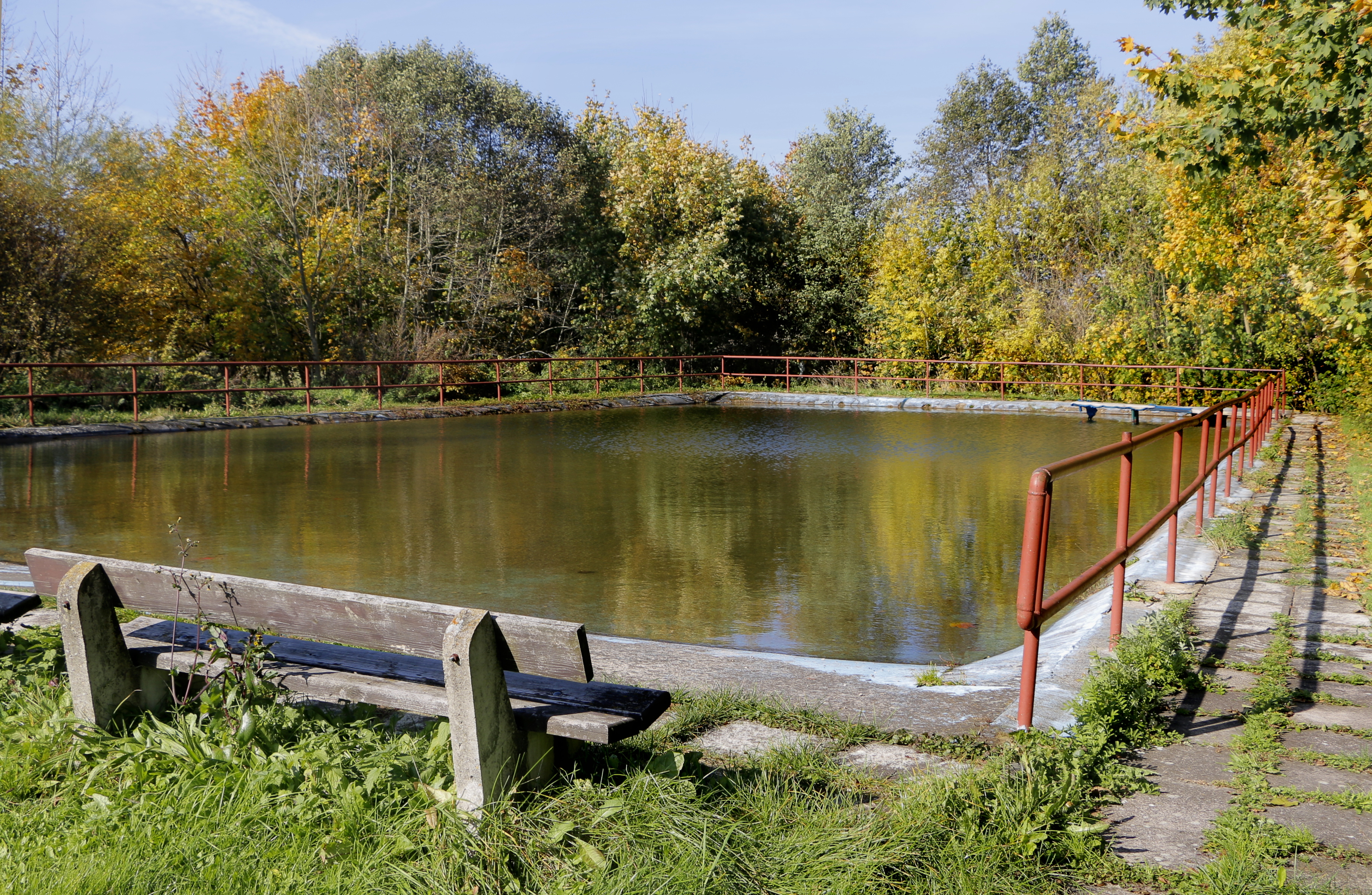
Koupaliště v dolních Boříkovicích